# Neolita perstriata
Neolita perstriata är en fjärilsart som beskrevs av George Francis Hampson 1910. Neolita perstriata ingår i släktet Neolita och familjen nattflyn. Inga underarter finns listade i Catalogue of Life.